# Dulwich Park
Dulwich Park è un parco di 29 ettari della città di Londra.
Il parco si trova nella zona di Dulwich nel borgo di Southwark. Il parco fu progettato e realizzato da Charles Barry (junior), figlio del più noto Charles Barry,  e fu inaugurato nel 1890 da Archibald Philip Primrose, quinto Lord Rosebery. È stato di recente ripristinato nella sua configurazione vittoriana originale; è stato riaperto il 22 luglio 2006.
Il parco è dotato di un café, di impianti sportivi e di un laghetto navigabile. È presente anche un parcheggio per automobili, a pagamento, a meno che non si possieda la Tessera del Parco.